# Artigas (stacja antarktyczna)
Base Científica Antártica Artigas (BCAA) – urugwajska stacja antarktyczna położona na Wyspie Króla Jerzego. 
Artigas jest stacją całoroczną, w okresie letnim może w niej mieszkać maksymalnie 60 osób. Została otwarta 22 grudnia 1984. Stacja jest kierowana przez Instituto Antártico Uruguayo i prowadzi badania w takich dziedzinach jak: glacjologia, meteorologia czy klimatologia.